# Лопатине (Пензенська область)
Лопатине (рос. Лопатино) — село Пензенської області Росії. Адміністративний центр однойменного району та однойменної сільради.

## Географія
Лопатине розташоване на території Приволзької височини, південному сході Пензенської області, на березі річки Узи, притоці Сури. 
Відстань до обласного центру міста Пенза — 85 км. Найближча залізнична станція знаходиться за 74 км у селі Чаадаєвка Городищенського району Пензенської області.

## Топонім
Назва села походить від прізвище одного із його засновників: купця Лопатина, який служив у XVII — XVIII століттях на оборонних лініях Пензенського краю. До жовтневого заколоту серед місцевого населення використовувалась назва Нікольське — за назвою місцевої церкви, а також Ново-Лопатине.

## Клімат
Клімат села помірно-континентальний, з досить м'якою зимою зі снігопадами й відлигами й тривалим літом. 
Середня температура влітку становить + 20 °C, взимку — -13 °C. Середньорічна температура — 4.9 °C. 
Перехід від зими до літа супровождається нетривалою весною, з різким коливанням температури. 
Річна сума опадів у середньому становить 420-470 мм, за вегетаційний період від 210 до 220 мм.

## Історія
Лопатине засновано у першій третині XVIII століття (між 1718 — 1730 роками) на землях, якими володіли купці Лопатини. 
За іншою версією село засноване на початку XVIII століття, тут був маєток стольника Климентія Меленіна. Надалі тут поселились кілька купців та поміщиків, у тому числі й купець Лопатин.
У 1730 році село згадується як велике поселення, розташоване на тракті Кузнецьк — Петровськ. 
З 1780 року належало до Козловської волості Петровського повіту Саратовської губернії. 
До появи залізниці, у 1870-80-тих роках, Лопатине було значним торговим центром. 
У другій половині XVIIII століття Лопатине стало волосним центром. 
До 1917 року — центр 2-го поліцейського стану Петровського повіту. 
У 1913 році побудовано земська лікарня, сірникову фабрику та поташний завод.
У 1928 році волостная управа в селі змінилася адміністрацією Лопатинського району.

## Пам'ятки
У селі є три пам'ятки архітектури царського періоду: купецький будинок, церква Миколи Чудотворця (1892) та міст через річку Узу. 
Міст побудований у 1912 році, використовується по нині. Він зображений на прапорі та гербі села Лопатине.
Діє районний краєзнавчий музей.

## Населення
| 1795 | 1859   | 1877   | 1884   | 1897   | 1926   | 1939   | 1959   | 1970   | 1979   | 1989   | 1998   | 2002   | 2010   | 2013   |
| 874  | ↗ 1069 | ↗ 1220 | ↗ 1560 | ↗ 2398 | ↗ 3026 | ↘ 2431 | ↘ 2230 | ↘ 2222 | ↗ 3441 | ↗ 4759 | ↗ 4841 | ↘ 4376 | ↗ 4392 | ↘ 4308 |

## Відомі уродженці
- Ірина Мілешина — радянська російська біатлоністка, триразова чемпіонка Європи, призерка Кубка світу, володарка Кубка Європи, призерка чемпіонату світу серед юніорів. Заслужений майстер спорту Росії.